# Model (manhwa)
Pour les articles homonymes, voir Model.

Model (모델) est un manhwa de Lee So-young en 7 volumes prépublié dans le magazine Issue puis publié en Corée du Sud par les éditions Daiwon entre 1999 et 2002 et en français par Saphira.

## Histoire
Une jeune artiste, Jiyae, surprend un soir un vampire, Muriel, dans son atelier et décide de passer un marché avec lui : il lui laisse prendre son portrait en échange de son sang. Muriel l'invite donc dans sa demeure. C'est là que Jiyae rencontre Eva la gouvernante et Ken qui se trouve être le fils de Muriel et d'Eva. Ken éprouve des sentiments pour Jiyae mais, elle, en éprouve pour Muriel.
Un manhwa sur l'amour et ses rapports avec la mort et le don de soi.